# Megaleruca usambarica
Megaleruca usambarica es una especie de insecto coleóptero de la familia Chrysomelidae.
Fue descrita científicamente en 1901 por Weise.